# Hoštka
Hoštka (în germană Gastorf) este o comună și un oraș din districtul Litoměřice din regiunea Ústí nad Labem din Cehia. Are o populație de aproximativ 1.800 de locuitori.
Principalele obiective turistice sunt Biserica „Sfântul Othmar” (sfârșitul secolului al XV-lea) și Capela „Adormirii Maicii Domnului” (construită în stil baroc în 1762).

## Diviziuni administrative
Hoštka este alcătuită din patru diviziuni administrative (populația este între paranteze conform recensământului din 2021):
- Hoštka (836)
- Kochovice (605)
- Malešov (167)
- Velešice (99)

## Geografie
Hoštka se află la aproximativ 15 kilometri (9 mi) sud-est de Litoměřice și la 28 kilometri (17 mi) sud-est de Ústí nad Labem. Se găsește în Munții Ralsko. Cel mai înalt punct se află la 305 metri (1.001 ft) deasupra nivelului mării. Pârâul Obrtka curge prin oraș. Teritoriul comunei este mărginit la sud de râul Elba.

## Istorie
Prima mențiune scrisă a lui Hoštka datează din anul 1266, când a fost fondat de regele Ottokar al II-lea al Boemiei.
Până în anii 1360, a fost proprietatea lui Mikuláš Srša și a urmașilor săi. În timpul domniei lor, Hoštka s-a dezvoltat și s-a extins.
Următorul proprietar a fost episcopia catolică din Praga.
În a doua jumătate a secolului al XVI-lea, Hoštka s-a dezvoltat rapid, aici a fost înființată o fabrică de hârtie și s-au perceput taxe pe râul Elba.
Dezvoltarea sa a fost întreruptă de izbucnirea Războiului de Treizeci de Ani, în timpul căruia Hoštka a fost avariat. După război a prosperat din nou, iar populația sa a crescut. Etnicii germani au predominat în fața cehilor, dar chiar și minoritatea acestora a fost numeroasă.
În 1853, Hoštka a fost promovat la rangul de oraș. Din 1938 până în 1945, a fost anexat de Germania Nazistă și administrat ca parte a Reichsgau Sudetenland.
După Al Doilea Război Mondial, populația germană a fost expulzată și înlocuită parțial de cehi.

## Transporturi
Hoštka se află pe linia de cale ferată Ústí nad Labem – Lysá nad Labem⁠(d).

## Obiective turistice

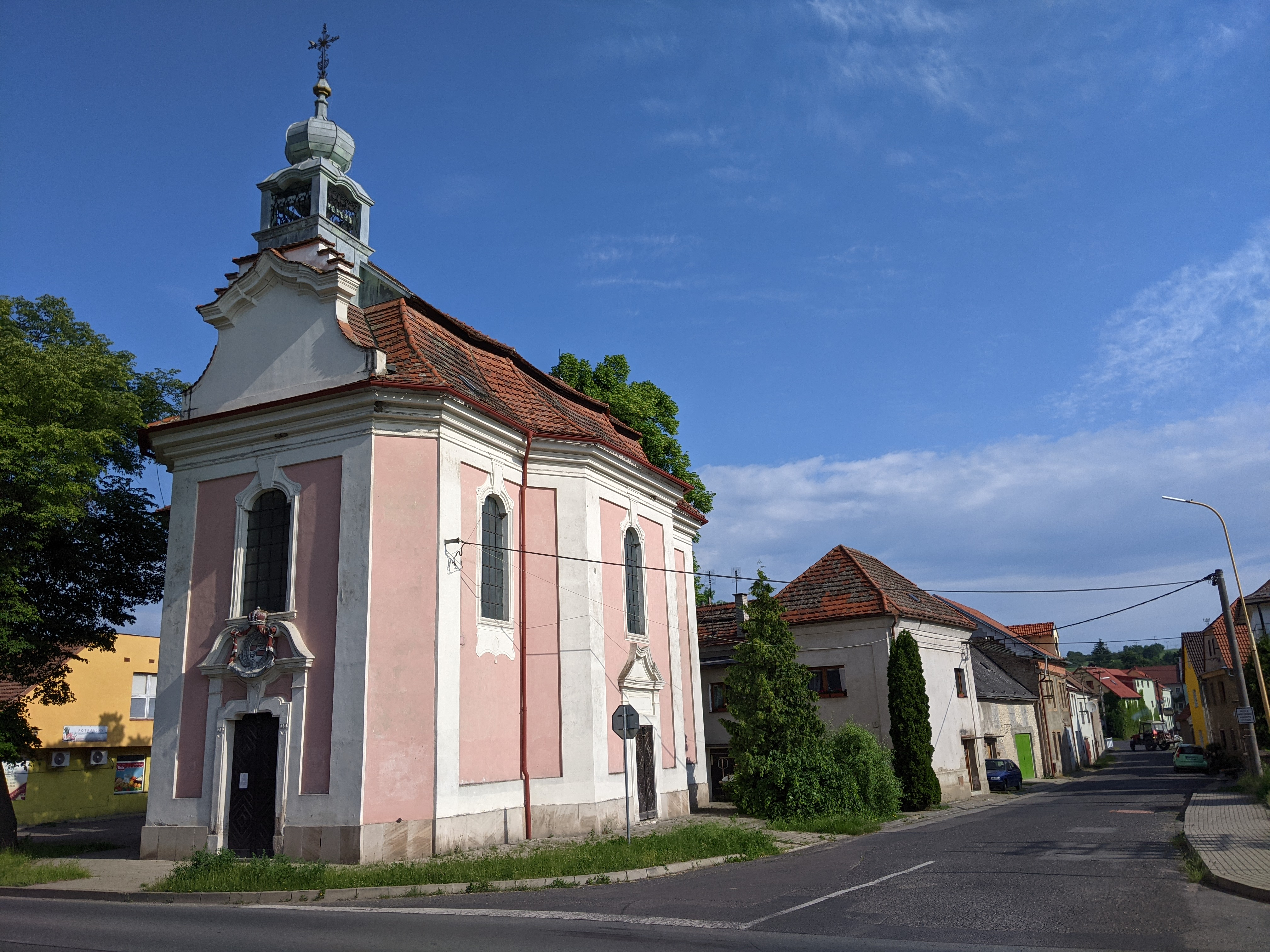
Capela „Adormirii Maicii Domnului”

Biserica „Sfântul Othmar” (Audomar) a fost construită la sfârșitul secolului al XV-lea. Biserica, inițial în stil gotic, a fost reconstruită la începutul secolului al XVIII-lea, dar și-a păstrat nucleul gotic. Turnul său înalt, prismatic, este principalul obiectiv turistic și reper al pieței orașului.
Capela „Adormirii Maicii Domnului” a fost construită în stil baroc în 1762. Coloana barocă a Sfintei Treimi din piața orașului datează din 1737.

## Persoane notabile
- Johann Joseph Abert (1832–1915), compozitor german